# Azulejo de oficios

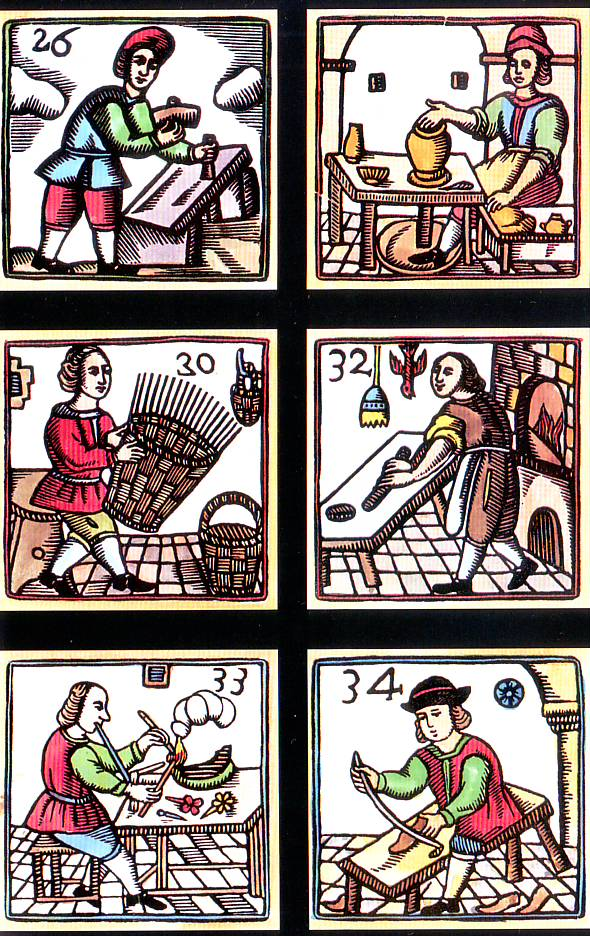
Seis oficios gremiales: canteros, alfareros, mimbreros (cestería), panaderos, boteros y zapateros, de un total de 48 recogidos en la azulejería catalana.

Azulejo de oficios se llama a un tipo de ladrillo azulejo popular en Cataluña (España) y Portugal, con decoración figurativa policromada, o en una sencilla gama de tonos azul cobalto sobre fondo blanco.
Originado quizá en los  Países Bajos en el siglo XVII, fue en Cataluña donde más se popularizó a lo largo de ese siglo y el siguiente, con algún reflejo en la azulejería portuguesa e inglesa.

## Historia
Aunque pudo tener su origen en las series italianas de azulejo de tema único o en el azulejo figurativo holandés, como parte de la expansión de la cerámica de Delft desde la segunda mitad del siglo XVII, desde finales de ese siglo se hizo común en las fábricas de azulejos de Cataluña un motivo ornamental —para cocinas de menestrales y señores— que con el tiempo se llegaría a convertir en un clásico del coleccionismo para los amantes de la cerámica y un objeto de culto para los anticuarios. Los motivos representados —gremiales, laborales, artesanos— parecen inspirados en la aleluyas (auques) que impresas en papel se vendían en las plazas y ferias. Bonet Correa insiste en el valor de crisol cultural popular en el que "se mezclan heterodoxias, vida cotidiana, mitos, idealizaciones, burlas", mezclando figuras de trabajadores, músicos o soldados con un bestiario muy variado en el que se incluían muchas de las monstruosas alimañas fantásticas que también aparecían en la procesión del Corpus. Otros autores aluden a las representaciones de oficios en los calendarios agrícolas varios siglos anteriores a la producción de rajoles dels oficis, aunque el precedente alfarero más cercano y probable pudo ser la rica industria cerámica valenciana de Manises en el marco del Gótico del siglo XVI.
Este azulejo de oficios, así llamado por reunir una completa galería de tipos y entornos del mundo del trabajo artesanal, llegaría a ser clasificado por el ceramólogo Luis María Llubiá –siguiendo la sistematización clásica de Amades–, fechando los azulejos según el motivo floral que aparece decorando las esquinas, a modo de orla del dibujo central; dichos periodos se identificaron con la "margarita", la "palma", la "hoja de pita", la "hoja de lirio". Lo más característico del modelo catalán es quizá que los azulejos se instalaban formando diversos modelos de paneles o murales (como siguiendo una historia muda portadora de un menaje más o menos críptico), y en otras ocasiones formando zócalos o cenefas en los paramentos y marcos, en las cocinas, balcones, etc.
En el transcurso del siglo XIX al XX, y coincidiendo con la decadencia industrial del azulejo de oficios, algunos artistas catalanes le dedicaron sin embargo especial atención. Es el caso de Ramón Casas, autor de una serie que se conserva completa en la colección Mas y que renovaba el concepto de oficio, representando fotógrafos, organilleros (antes simples músicos) o el popular tema escatológico del hombre defecando pero instalado en un inodoro con agua corriente.
Otro artista catalán que renovó la estética tradicional de los rajoles dels oficis fue Xavier Nogués, con su visión del lumpen barcelonés de principios de siglo junto a la burguesía beoda y caricaturizada en la decoración de Els Quatre Gats, estéticamente en el contexto de la vanguardista.

### Características
Como en el modelo del azulejo de figura, el oficio representado aparece aislado en el centro del ladrillo sobre un fondo blanco esmaltado con un baño estannífero y, de manera circunstancial, decorado con un adorno que puede ser el mismo en las cuatro esquinas de la pieza. La popularidad y alta demanda llevó, en su proceso de industrialización, al uso de técnicas como el estarcido. El proceso era sencillo, para conseguir el fondo blanco se utilizaba el estaño y para el vidriado plomo y arena, más un poco de sal marina como "mordiente de los colores". La policromía se conseguía con óxidos metálicos terrosos disueltos en agua, como el de cobalto (azul), hierro (rojo), manganeso (morado oscuro) y cobre (verde); el amarillo se conseguía con el de Nápoles, y el naranja, añadiendo al de Nápoles un poco de arcilla. Aún se llegaban a lograr nuevos tonos mezclando los anteriores.
En cuanto al proceso mecánico-alfarero, podría describirse así: una vez conseguido el esmaltado blanco del ladrillo por simple inmersión en el baño de estaño, se colocaba sobre él la "trepa, un cartón con líneas de puntos taladrados, que indicaban los trazos esenciales de las figuras", sin esperar a que se secara del todo el barniz del fondo, y se frotaba con polvo de carbón. Esta operación daba como resultado que al retirar el cartón quedasen en la superficie de la loseta finas líneas punteadas que esbozaban la composición. Con esta guía, el artista solo necesitaba repasar con un pincel los punteados y rellenar los espacios con colores, a discreción.
Obviamente, la técnica del estarcido jugó en contra de la originalidad y la calidad de los trabajos, aunque ayudó a su difusión al aumentar de forma considerable a producción y abaratar y simplificar el proceso. Y fue así como se produjo la transformación de los diseños originales por deterioro del calco (la "trepa" o estarcido) reciclado mil veces o tomado de azulejos viejos, copiados a su vez de otros más antiguos, etc. Todo ello supuso la "reducción de las figuras y la completa degeneración del original". Asimismo se alteraron de forma progresiva los colores o su distribución en el conjunto del dibujo. Tal fue la degradación que dos piezas con un mismo estarcido podían llegar a aparecer como asuntos muy diferentes.

## Colecciones y museos
En el ámbito de la cultura catalana pueden mencionarse varias colecciones con un fondo interesante de azulejos de oficios. Así, la de Santiago Rusiñol en el Cau Ferrat de Sitges, o las de otros anticuarios y ceramólogos como Vicenç Ros y Francesc Santacana en Martorell; la de Víctor Balaguer en Villanueva y Geltrú; la de Mossèn Bonet en Villafranca del Panadés; la de Salvador Miquel en Esplugas de Llobregat, o las más recientes de Godia, Marès o la Fundación Mascort.
También son importantes las muestras de rajoles dels oficis del Museo de Cerámica de Barcelona (actual Museu del Disseny), del Museo de Historia de Barcelona, del Museo de Mataró y del Museo de Vich, entre otros.

## Tipología

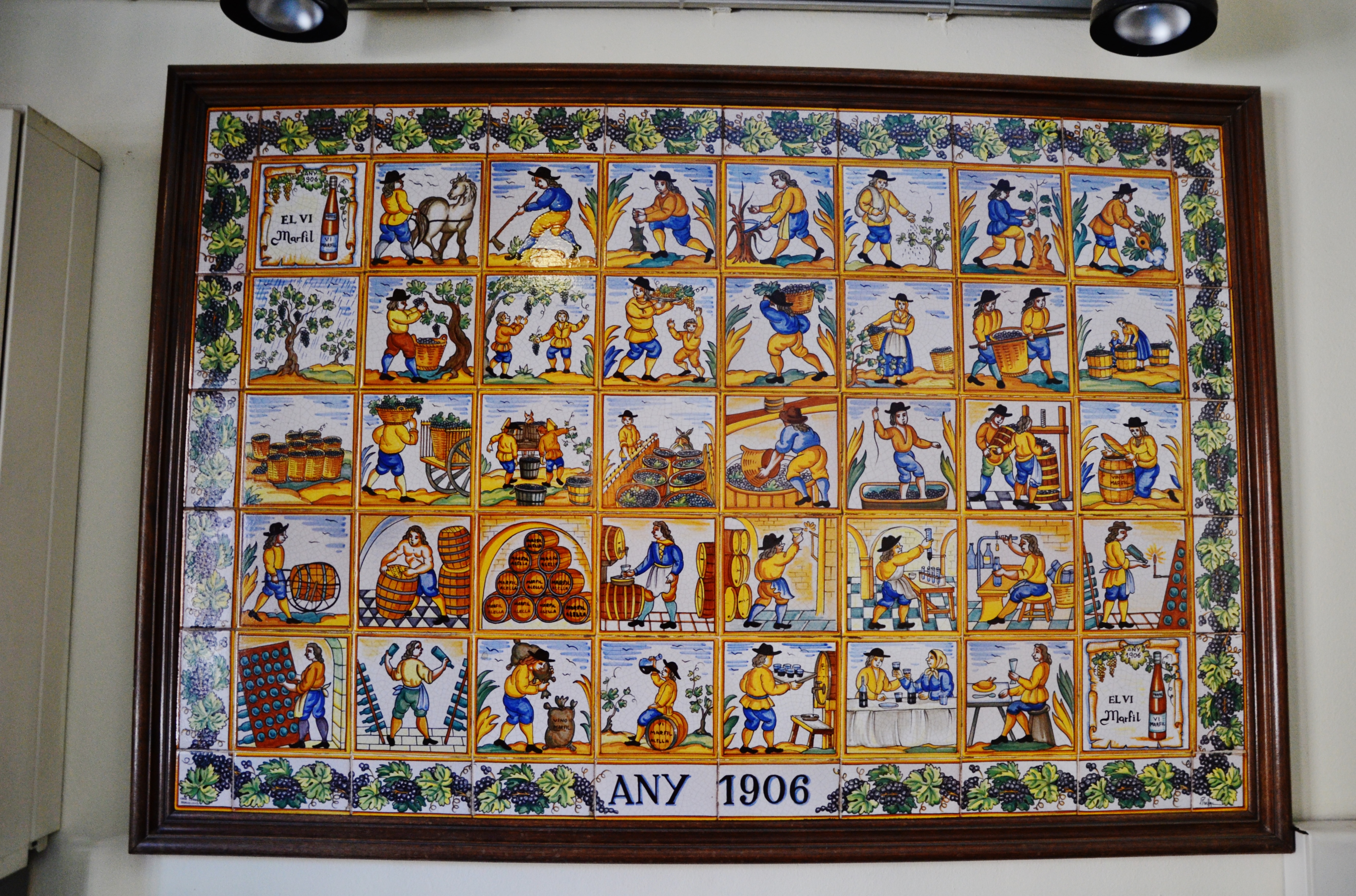
Panel (hacia 1900) con los oficios de la vid en una cooperativa vitivinícola de Alella.
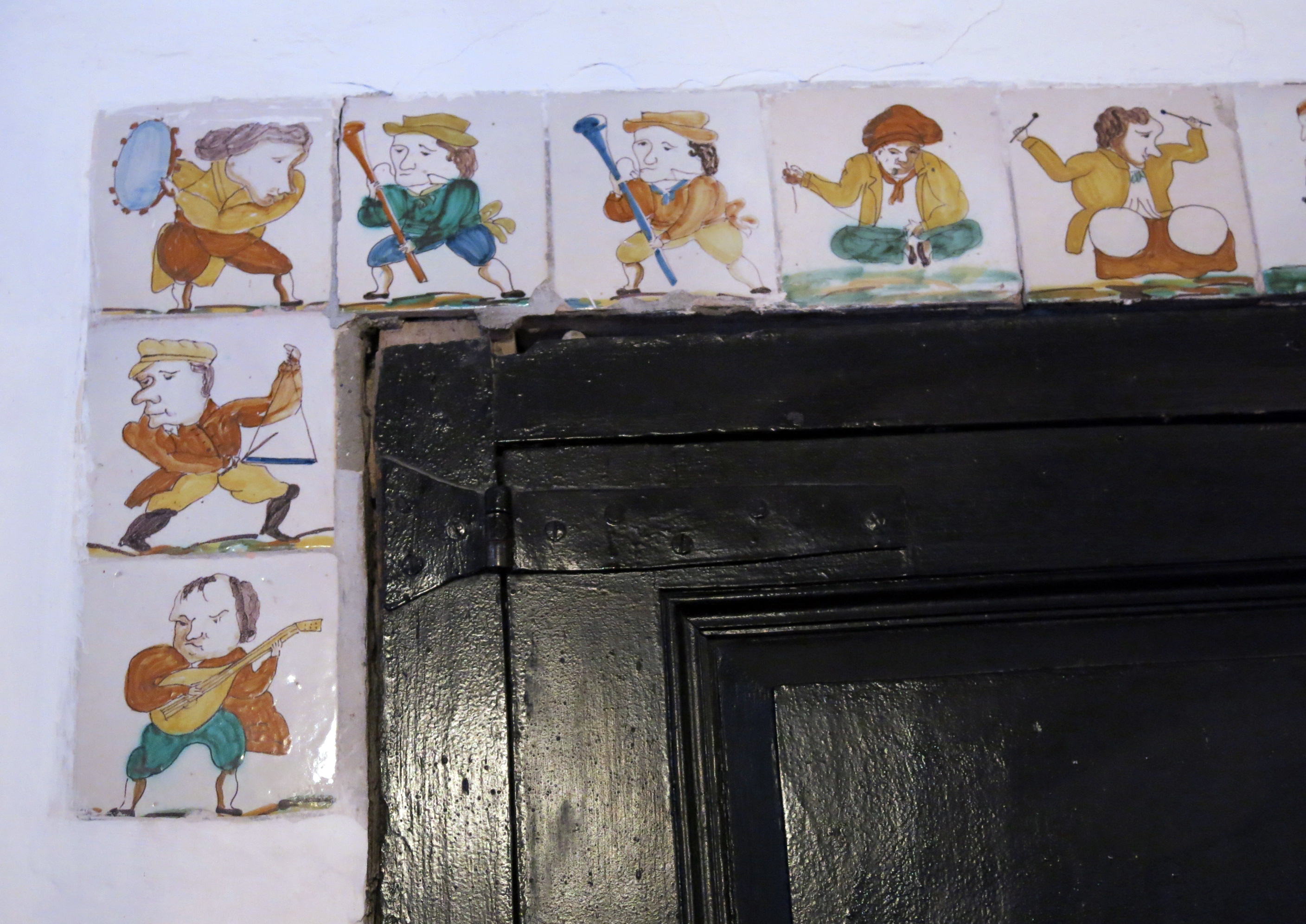
Decorando el cerco de una puerta en el comedor del Castillo de Montsonís.